# Angraecum didieri
Angraecum didieri là một loài lan.